# Estación de Parmentier
La  estación de Parmentier es una estación de la línea 3 del metro de París situada en el distrito XI de la ciudad. 

## Historia
La llegada de la línea 3, el 19 de octubre de 1904, supuso la apertura de la estación. 
Debe su nombre a Antoine Parmentier, agrónomo y nutricionista francés, conocido por fomentar el consumo de la patata.

## Descripción
Se compone de dos andenes laterales de 75 metros de longitud y de dos vías.
Su diseño sigue un estilo llamado carrossage utilizado en los años 50 y 60 que pretendía romper con los esquemas clásicos. Para ello se optó por cubrir omnipresentes azulejos blancos revistiendo las estaciones usando paneles y llamativas molduras coloreadas que abarcaban todo el ancho de la pared. Enmarcados, los anuncios publicitarios o la señalización lograban destacar mucho más. Aunque este tipo de diseño fue muy apreciado en su momento, se acabó descartando porque su mantenimiento era costoso y complejo ya que cualquier actuación exigía retirar el revestimiento.
En el caso de la estación de Parmentier, el carrossage es un tanto particular ya que si bien hace de las molduras horizontales, en este caso de color blanco, no usa molduras verticales ni paneles, ya que las paredes se han revestido usando un alambrado verde que no oculta totalmente las paredes de la estación y que pretende evocar la estructura de una saco de patatas. 
La iluminación corre a cargo del anticuado modelo néons, donde unos sencillos tubo fluorescente se descuelgan de la bóveda para iluminar los andenes.
La señalización, enmarcada dentro del estilo carrossage emplea una de sus tipografía más antiguas donde el nombre de la estación aparece sobre un fondo marrón con letras amarillas. Por último, los asientos son blancos, individualizados y de un estilo propio.
La estación dispone de varias vitrinas donde se recuerda la labor de Parmentier para promocionar el cultivo de la patata y su importancia para luchar contra las hambrunas así como la forma en la que fue descubierta por los conquistadores españoles. La estación también dispone de una estatua de Parmentier. 

## Acceso
La estación dispone de un acceso situado en la avenida de la República. Está catalogado como Monumento Histórico al haber sido construido por Hector Guimard.